# Gerhard Zweckbronner
Gerhard Zweckbronner (* 1947 in Ulm) ist ein deutscher Technikhistoriker, Konservator, Hochschullehrer und Sachbuchautor.

## Leben
Gerhard Zweckbronner studierte von 1966 bis 1971 an der Technischen Hochschule Stuttgart Maschinenbau mit den Schwerpunktfächern Feintechnik, Uhrentechnik, Steuerungstechnik und Regelungstechnik. Anschließend war er von 1972 bis 1974 Promotionsstipendiat am Institut für Systemdynamik und Regelungstechnik und von 1975 bis 1984 als Diplom-Ingenieur und Technikhistoriker am Historischen Institut der nunmehrigen Universität Stuttgart als Wissenschaftlicher Assistent für Technikgeschichte am Lehrstuhl von Armin Hermann tätig gewesen. Seiner Promotion 1976 im Maschinenbau folgte 1983 die Habilitation mit einer Arbeit zur Geschichte der Technischen Hochschule Stuttgart. Als Privatdozent und als außerplanmäßiger Professor für Technikgeschichte lehrte er in Stuttgart und vertrat an der Technischen Universität Dresden für zwei Semester eine Professur für Industriearchäologie und Technikgeschichte. Als Oberkonservator am Technoseum (dem vormaligen Landesmuseum für Technik und Arbeit) in Mannheim entwickelte er Konzeptionen zu technik- und wissenschaftshistorischen Ausstellungen, darunter die erfolgreichen Experimentierfelder der Elementa, übernahm die Redaktion des Ausstellungskatalogs und war dort bis zum Ruhestand 2013 tätig.

## Zitat
„Wer sich in unserer anthropogenen Lebenswelt besser orientieren und mögliche Zukünfte vorausdenken möchte, könnte auch einen Blick in die Zukunftswerkstätten der Vergangenheit werfen: jener Zeiten des Aufbruchs, in denen die mentalen und wissenschaftlich-technischen Grundlagen unserer Gegenwart geschaffen wurden. Und höchst aufschlussreich ist es, zu sehen, welche Fortschrittserwartungen, Zukunftsvisionen, aber auch Befürchtungen die Entwicklung bis heute begleitet haben.“

## Forschungsschwerpunkte
Zweckbronner befasste sich mit Technikgeschichte der Neuzeit, insbesondere der Industrialisierung, des technischen Bildungswesens und der Ingenieurwissenschaften, sowie mit methodologischen Überlegungen zum Umgang mit Sachquellen in der technikhistorischen Forschung, der Museumsarbeit und der Industriearchäologie.
Gemeinsam mit Günter Bayerl, Gabriele Wohlauf und Helmut Lindner initiierte Zweckbronner 1982 den Gesprächskreis Technikgeschichte, der sich zu einem Forum für den wissenschaftlichen Nachwuchs entwickelte. Er engagierte sich in dem 1990 Arbeitskreis „Gegenständliche Quellen in der Technikgeschichte“, der nach der 1991 erfolgten Gründung der Gesellschaft für Technikgeschichte in diese integriert wurde.

## Publikationen (Auswahl)
- Aufbruch ins Industriezeitalter – Zukunftswerkstätten der Neuzeit. Springer, Berlin / Heidelberg 2022, ISBN 978-3-662-60542-4.
- Ingenieurausbildung im Königreich Württemberg. Vorgeschichte, Einrichtung und Ausbau der Technischen Hochschule Stuttgart und ihrer Ingenieurwissenschaften bis 1900. Eine Verknüpfung von Institutions- und Disziplingeschichte. Theiss, Stuttgart 1987, ISBN 3-8062-0549-3.
- Die Bedeutung der Technikgeschichte für die Ingenieurerziehung um die Jahrhundertwende und heute. In: Ferrum. Nachrichten aus der Stiftung Eisen-Bibliothek der Georg Fischer AG. Schaffhausen 50, 1979 S. 18–24 (e-periodica.ch).
- Die Ingenieurwissenschaften im 19. Jahrhundert. In: Johannes H. Voigt (Hrsg.): Festschrift zum 150jährigen Bestehen der Universität Stuttgart. Beiträge zur Geschichte der Universität. Stuttgart 1979 (= Die Universität Stuttgart. Band 2), S. 189–222.
- Rechenmeister, Ingenieur und Bürger zu Ulm – Johann Faulhaber (1580–1635) in seiner Zeit. In: Technikgeschichte. 47, S. 114–132.
- Je besser der Techniker, desto einseitiger sein Blick? Probleme des technischen Fortschritts und Bildungsfragen in der Ingenieurerziehung im Deutschen Kaiserreich. In: Ulrich Troitzsch, Gabriele Wohlauf (Hrsg.): Technik-Geschichte. Historische Beiträge und neuere Ansätze. (stw 319) Frankfurt a. M. 1980, S. 328–356.
- Das Prinzip der lebendigen Kräfte, ein Bindeglied zwischen rationeller Mechanik und praktischem Maschinenbau im Zeitalter der Industrialisierung. In: Technikgeschichte. 48, 1981, S. 89–111.
- Renaissance und mechanistisches Weltbild. Aufklärung und Fortschrittsglaube. In: Maß, Zahl und Gewicht. Feinwerktechnik und Arbeit im Schwarzwald. Begleitheft zur Ausstellung im Rahmen der Heimattage Baden-Württemberg 1985 in Villingen-Schwenningen. Hrsg.: Arbeitskreis Heimattage Baden-Württemberg in Zusammenarbeit mit dem Landesmuseum für Technik und Arbeit in Mannheim und der Stadt Villingen-Schwenningen. Esslingen am Neckar 1985, S. 4–16.
- Mechanisierung der Landarbeit. Der Lanz-Bulldog im landwirtschaftlichen Technisierungsprozeß. In: Landesmuseum für Technik und Arbeit in Mannheim (Hrsg.): Räder, Autos und Traktoren. Erfindungen aus Mannheim. Wegbereiter der mobilen Gesellschaft. Mannheim 1986 (= Technik + Arbeit. Schriften des Landesmuseums für Technik und Arbeit in Mannheim. Band 1). S. 96–115.
- Vom Fliehkraftregler zur Kybernetik. In: Ferrum. Nachrichten aus der Stiftung Eisen-Bibliothek der Georg Fischer AG 58 (1987), S. 22–28.
- Was wollen die Technikwissenschaften? Technische Wissenschaften im Industrialisierungsprozeß bis zum Beginn des 20. Jahrhunderts. In: Armin Hermann, Charlotte Schönbeck (Hrsg.): Technik und Wissenschaft. Düsseldorf 1991 (= Georg-Agricola-Gesellschaft (Hrsg.): Technik und Kultur. Band 3.) S. 377–380 und S. 400–428.
- Geschichte zum Anfassen. Technikhistorische Arbeit im Museum. In: Helmuth Albrecht (Hrsg.): Naturwissenschaft und Technik in der Geschichte. 25 Jahre Lehrstuhl für Geschichte der Naturwissenschaft und Technik am Historischen Institut der Universität Stuttgart. Stuttgart 1993, S. 369–375.
- Sachquellen in der Technikgeschichte. In: Dresdener Beiträge zur Geschichte der der Technikwissenschaften, Heft 26, 1999, S. 2–13.
- Mensch, Natur, Maschinen im Spiegel dreier Jahrhundertwenden. Ein Vergleich. In: Mythos Jahrhundertwende. Mensch, Natur, Maschine in Zukunftsbildern. 1800 – 1900 – 2000. Nomos, Baden-Baden 2000, S. 320–343.
- Von der klösterlichen Zeitordnung zum öffentlichen Stundentakt. In: Alle Zeit der Welt. Von Uhren und anderen Zeitzeugen. Ausstellungskatalog, Mannheim 2002, S. 13–17.
- Sammeln – Forschen – Unterhalten? Industriegeschichtliche Museen in Zeiten der Eventkultur am Beispiel des Landesmuseums für Technik und Arbeit in Mannheim. In: Technik, Arbeit und Umwelt in der Geschichte. Günter Bayerl zum 60. Geburtstag. Waxmann, Münster 2006, S. 443–451.
- Euphorisch gefeiert. Elektrizität im Spiegel der Ausstellungen des 19. Jahrhunderts. In: Lebenswerk Welterbe. Aspekte von Industriekultur und Industriearchäologie, von Wissenschafts- und Technikgeschichte. Festschrift für Helmuth Albrecht zum 65. Geburtstag. GNT-Verlag, Berlin; Diepholz 2020, S. 275–284.
- "Philosophieren mit Kopf und Hand". Anfänge der Mechanisierung von Denkprozessen im Räderwerk der Rechenmaschine. In: KULTEC. Magazin für Technik, Kultur und Museumsarbeit 1(2021), S. 92–118. Digitale Publikation